# 獰悪
| ウィキペディアには「獰悪」という見出しの百科事典記事はありません（タイトルに「獰悪」を含むページの一覧/「獰悪」で始まるページの一覧）。 代わりにウィクショナリーのページ「獰悪」が役に立つかもしれません。 |